# Macdunnoughia circumflexa
Macdunnoughia circumflexa là một loài bướm đêm trong họ Noctuidae.